# Anomobryum astorense
Anomobryum astorense är en bladmossart som beskrevs av Brotherus 1903. Anomobryum astorense ingår i släktet Anomobryum och familjen Bryaceae. Inga underarter finns listade i Catalogue of Life.